# Caissie Levy

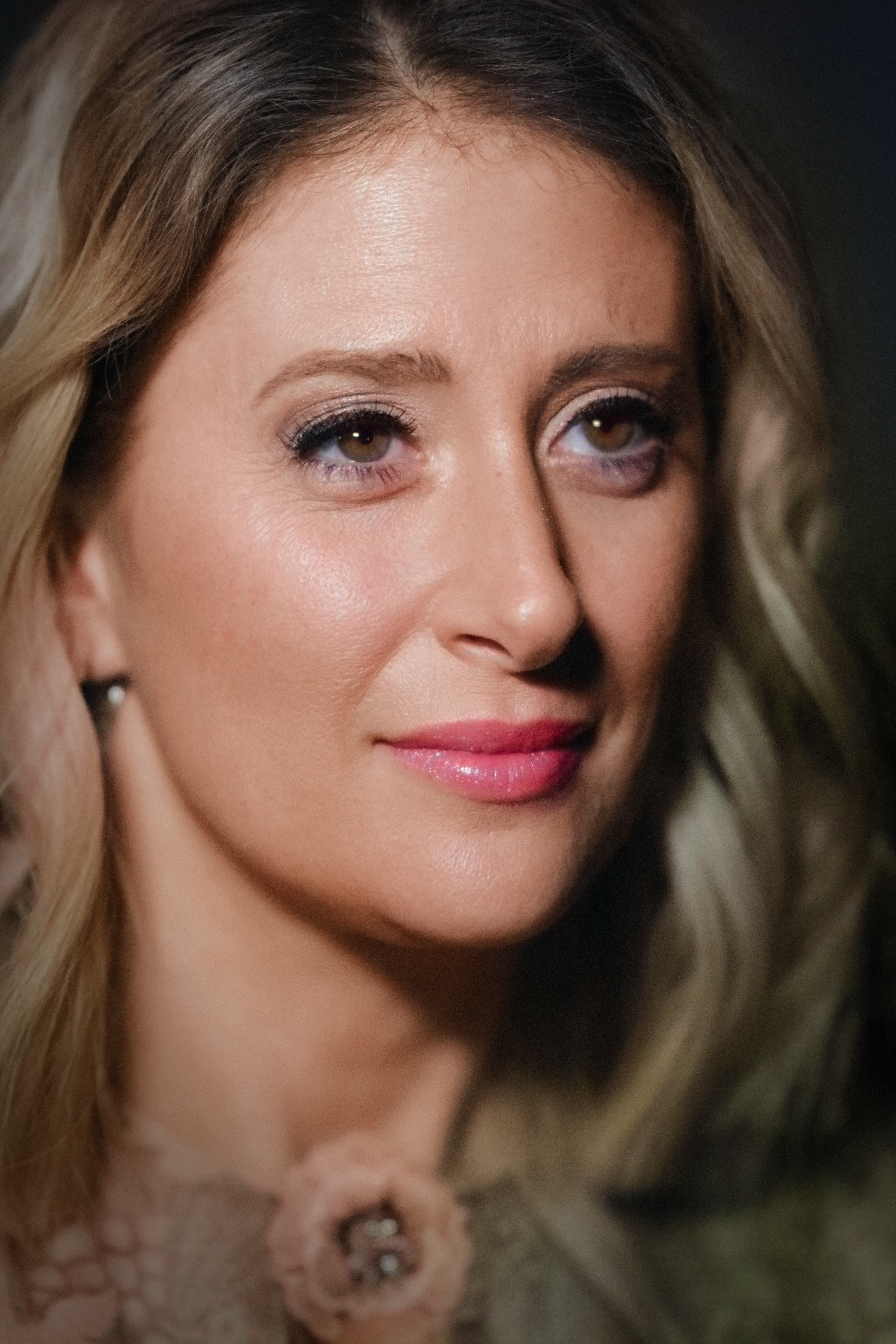
Caissie Levy (2022)

Caissie Levy (* 15. April 1981 in Hamilton (Ontario), Kanada) ist eine kanadisch-amerikanische Musicaldarstellerin, Schauspielerin und Sängerin.

## Leben
Caissie Levy wurde 1981 in Ontario geboren. 2011 heiratete sie den Schauspieler David Reiser. Sie hat zwei Kinder. 2021 erhielt sie zusätzlich zur Kanadischen auch die amerikanische Staatsbürgerschaft.
Sie hat schon Rollen am Broadway und am West End verkörpert. Außerdem ist sie die originale Elsa Darstellerin aus Die Eiskönigin – Das Musical am Broadway und hat unter anderem auch schon in Wicked – Die Hexen von Oz (Musical) die Rolle der Elphaba verkörpert. Sie war auch in etlichen anderen Produktionen zu sehen.

## Engagements im Musicalbereich (Auswahl)
- Rent: als Maureen
- Hairspray: als Penny, Swing und Penny (Cover)
- Wicked – Die Hexen von Oz: als Elphaba, Ensemble, Elphaba (Cover und Standby)
- Hair: als Sheila
- Ghost: als Molly Jensen
- Les Misérables: als Fantine
- Die Eiskönigin: als Elsa
- Next to Normal: als Diana Goodman